# Тартон
Тарто́н (фр. Tartonne, окс. Tartona) — коммуна во Франции, находится в регионе Прованс — Альпы — Лазурный Берег. Департамент коммуны — Альпы Верхнего Прованса. Входит в состав кантона Баррем. Округ коммуны — Динь-ле-Бен.
Код INSEE коммуны — 04214.

## Население
Население коммуны на 2008 год составляло 140 человек.
| 1962 | 1968 | 1975 | 1982 | 1990 | 1999 | 2008 |
| ---- | ---- | ---- | ---- | ---- | ---- | ---- |
| 123  | 104  | 98   | 101  | 113  | 131  | 140  |

## Экономика
В 2007 году среди 94 человек в трудоспособном возрасте (15—64 лет) 60 были экономически активными, 34 — неактивными (показатель активности — 63,8 %, в 1999 году было 71,8 %). Из 60 активных работали 55 человек (36 мужчин и 19 женщин), безработных было 5 (3 мужчин и 2 женщины). Среди 34 неактивных 12 человек были учениками или студентами, 12 — пенсионерами, 10 были неактивными по другим причинам.

## Достопримечательности
- Приходская церковь Нотр-Дам-д’Антрег
  - Колокольня (1564 год)
  - Неф (XII век)
  - Апсида (XIII век)
  - Два колокола (XVI век и 1771 год)
- Замок Маладреш (1644 год)
  - Солнечные часы (1642 год)
- Часовня Св. Иоанна Крестителя (1787 год)
- Часовня Св. Анны (XVII век)